# 小倉運転区
小倉運転区（こくらうんてんく）は、福岡県北九州市小倉北区にある九州旅客鉄道（JR九州）本社鉄道事業本部所属の運転士が所属する組織である。
1977年（昭和52年）8月に門司港運転区小倉支区として発足したのが始まりで、1984年（昭和54年）2月に門司港機関区と統合されて小倉運転区となった。
2001年（平成13年）に一旦は北部九州地域本社の管轄となったが、2010年（平成22年）より再度本社直轄に戻っている。
2013年（平成25年）に門司港運転区廃止により、同区の運転士が小倉運転区に配置替えとなっている。

## 乗務範囲
2020年（令和2年）4月1日現在の乗務範囲は以下のとおり。

### 電車
- 山陽本線：下関 - 門司間
- 鹿児島本線：門司港 - 南福岡間
- 日豊本線：小倉 - 下郡信号場間
- 豊肥本線：大分 - 下郡信号場間